# Interleukin-8
Interleukin-8 (kurz: IL-8) oder CXCL8 (für CXC-Motiv-Chemokin 8) ist ein körpereigener Botenstoff aus der Gruppe der CXC-Motiv-Chemokine. CXCL8 wird insbesondere von Endothelzellen,
Monozyten, Epithelzellen und Fibroblasten produziert. Als Entzündungsmediator ist dieses Zytokin bei der chemotaktischen Rekrutierung von Leukozyten, insbesondere neutrophile Granulozyten in das entzündete Gewebe involviert. Darüber hinaus ist CXCL8 ein Angiogenesefaktor und als solcher an der Bildung und Neubildung von Blutgefäßen beteiligt.
Es wurde 1987 von Marco Baggiolini und anderen an der Universität Bern entdeckt.

## Biochemie

### Genetik
Das Cxcl8-Gen des Menschen auf dem Chromosom 4 in der CXC-Chemokin-Clusterregion auf dem Genlocus q13-21 codiert ein aus 99 Aminosäuren bestehendes Präcursorprotein. Ebenso findet sich eine regulatorische Sequenz mit Bindungsstellen für die Transkriptionsfaktoren AP-1, NF-κB, C/EBP, die der Kontrolle der Genexpression dient. Die Proteinbiosynthese von CXCL8 wird somit von Aktivatoren dieser Transkriptionsfaktoren, wie Interleukin 1, Interleukin 3, Interleukin-6, Tumornekrosefaktor-α, Interferon-γ, GM-CSF, Lipopolysaccharide, reaktive Sauerstoffspezies und andere zelluläre Stressfaktoren, induziert, während die anti-inflammatorischen Zytokine Interleukin-4 und Interleukin-10 seine Biosynthese hemmen.

### Proteinstruktur
Aus dem aus 99 Aminosäuren bestehenden Präcursorprotein wird nach Abspaltung einer Signalsequenz eine aus 79 Aminosäuren bestehende Form von CXCL8 freigesetzt. Dieses Peptid unterliegt an seinem N-Terminus weiteren extrazellulären Modifikationen, sodass verschiedene funktionsfähige Isoformen mit 69 bis 79 Aminosäuren gebildet werden. Die dominierende, vom Immunzellen produzierte Variante besteht aus 72 Aminosäuren, während eine aus 77 Aminosäuren bestehende Variante vorwiegend von Nicht-Immunzellen produziert wird.
Wie fast alle Chemokine ist CXCL8 ein basisches Peptid. Es beinhaltet vier konservierte Cysteine die über je zwei Disulfidbrücken verbunden sind. CXCL8 liegt in relevanter Menge als Dimer vor, wobei die monomere Form des Proteins für seinen biologische Wirkung ausreichend ist.

### Signaltransduktion
CXCL8 vermittelt seine Effekte über eine Bindung an und Aktivierung der G-Protein-gekoppelten Rezeptoren CXCR1 und CXCR2. Über eine Aktivierung von G-Proteinen lösen diese Rezeptoren eine Signaltransduktionskaskade aus, die eine Aktivierung von Adenylylcyclasen, MAP-Kinasen und einen intrazellulären Anstieg der Ca2+-Konzentration einschließen. Darüber hinaus bindet CXCL8 an den strukturverwandten DARC. Dessen Funktion ist jedoch weitgehend ungeklärt.

## Funktion

### Immunsystem
Ein wichtiger Angriffspunkt des Chemokins sind neutrophile Granulozyten. Die wesentlichen biologischen Wirkungen von IL-8 auf Granulozyten beinhalten die Förderung der Chemotaxis, die Stimulation der Expression von Adhäsionsmolekülen und die Aktivierung mit Freisetzung von Sauerstoffradikalen und Granula, die über die Chemokinrezeptoren CXCR1 und CXCR2 vermittelt werden. Dadurch wird erreicht, dass vor allem neutrophile Granulozyten am Infektionsherd anhand des IL-8 Gradienten ankommen.

### Angiogenese
Der pro-angiogenetische Effekt von CXCL8 beruht auf der Wirkung auf Endothelzellen. Als chemotaktisches Zytokin fördert CXCL8 die Migration von Endothelzellen in die Extrazellularmatrix des Gewebes. Gleichzeitig wirkt CXCL8 anti-apoptotisch auf Endothelzellen und fördert deren Proliferation unter Bildung von Kapillarstrukturen. Dieser Mechanismus wird durch die CXCL8-induzierte Freisetzung von Extrazellularmatrix-zersetzenden Metalloproteasen aufrechterhalten. Dieser Effekt spielt während der Menstruation und der Wundheilung eine wichtige Rolle. Auch für die Versorgung und damit das Wachstum von Tumoren ist der pro-angiogenetische Effekt von entscheidender Bedeutung.